# Martín Palmeri
Martín Palmeri (ur. 19 lipca 1965 w Buenos Aires) – argentyński kompozytor, dyrygent, pianista.

## Życie i twórczość
Jego rodzina pochodzi z Włoch i Danii. Studiował w Argentynie i Włoszech: kompozycję u Daniela Montesa, Marcela Chevaliera, Rodolfa Mederosa, Virtu Maragna i Edgara Grany (Nowy Jork); dyrygenturę chóralną u Antonia Russo i Nestora Zadoffa; dyrygenturę symfoniczną u Maria Benecry'ego; śpiew u Amalii i Jose Estevera; fortepian u Eduarda Paeza i Orlanda Tripodiego.
Jest kompozytorem utworów wokalnych i instrumentalnych, w tym oper, oratoriów, utworów na chór i orkiestrę. Wiele z nich inspirowanych jest formą i harmonią tanga argentyńskiego. 
Jako dyrygent chóralny pracował m.in. z Chórem Wydziału Prawa Uniwersytetu Buenos Aires (UBA), Polifonicznym Chórem Miejskim Vicente López, „Vocal Sospir”, Colegio Esclavas del Sagrado Corazón de Jesús de Belgrano, Escuela Argentino Modelo, Akademią Muzyczną w Buenos Aires, „Vocal del Quartier”. Występował jako pianista grając swój najbardziej znany utwór, „Misatango – Misa a Buenos Aires”, w Niemczech, Argentynie, Austrii, Belgii, Brazylii, Chile, Ekwadorze,  Hiszpanii, Holandii, Izraelu, Łotwie, Rosji, Polsce, Słowacji, Szwajcarii i USA. W październiku 2013 roku wykonał „Misatango” przed samym papieżem Franciszkiem podczas Międzynarodowego Festiwalu Muzyki Sakralnej w Rzymie.

### Opery
- Mateo (1999) – prapremiera w Teatro Roma Avellaneda w Buenos Aires
- Stefano

### Utwory orkiestrowe
- „Tango del Bicentenario”
- „Sobre las Cuatro Estaciones” (O czterech porach roku),  wersja symfoniczna na skrzypce solo i bandeon solo (2004)
- „Koncert na bandoneon” w Teatro Roma Avellaneda (2004)
- „Presagio” (Zwiastun) na skrzypce i orkiestrę kameralną (2001)
- „Duo Fantasioso” na flet, bandoneon i orkiestrę kameralną  (2013)

### Utwory chóralne
- „Canto de Lejania – Song of the distance” (Pieśń oddalenia)
- „Oratorio de Navidad”  (oratorium bożonarodzeniowe, 2003)
- „Misatango – Misa a Buenos Aires(inne języki)”. Msza tango na sopran, chór, bandoneon, fortepian i instrumenty smyczkowe – prapremiera w wykonaniu narodowej orkiestry symfonicznej Kuby w roku 1996
- „Magnificat” na sopran, mezzosopran, chór, bandoneon, fortepian i instrumenty smyczkowe –  prapremiera w roku 2012 in Mediolanie.
- wiele aranżacji tang na chór a cappella.

## Dyskografia
- Misatango (Msza tango)
- Presagios (Zwiastuny)
- Violonceltango (Tango wiolonczelowe)